# Megan Ward
Megan Marie Ward (n. 24 septembrie 1969, Los Angeles, California, SUA) este o actriță americană. Este cel mai cunoscută pentru apariția sa în numeroase filme și seriale SF și/sau de groază. În 2007, s-a alăturat distribuției seriei americane General Hospital în rolul Kate Howard.
A apărut în mai multe comedii din anii 1990 ca Encino Man,  Freaked, PCU, The Brady Bunch Movie sau Joe's Apartment.

## Filmografie

### Film
| An   | Titlu                       | Rol             | Note                                  |
| ---- | --------------------------- | --------------- | ------------------------------------- |
| 1990 | Crash and Burn              | Arren           | film direct pe video                  |
| 1991 | Trancers II                 | Alice Stillwell | Film direct pe video                  |
| 1991 | Goodbye Paradise            | Little Sharon   |                                       |
| 1992 | Encino Man                  | Robyn Sweeney   |                                       |
| 1992 | Amityville: It's About Time | Lisa Sterling   | Film direct pe video                  |
| 1992 | Trancers III                | Alice Stillwell | Film direct pe video                  |
| 1993 | Arcade                      | Alex Manning    | Film direct pe video                  |
| 1993 | Freaked                     | Julie           |                                       |
| 1994 | PCU                         | Katy            |                                       |
| 1995 | The Brady Bunch Movie       | Donna Leonard   |                                       |
| 1995 | Glory Daze                  | Joanie          |                                       |
| 1996 | Joe's Apartment             | Lily Dougherty  |                                       |
| 1999 | Say You'll Be Mine          | Melanie         |                                       |
| 2000 | Tick Tock                   | Rachel Avery    | altă denumire A Friendship to Die For |
| 2003 | Mirror Man                  | Cheryl Parker   | Scurtmetraj                           |
| 2005 | Complete Guide to Guys      | Kelly           |                                       |
| 2007 | Wedding Dreams              | Rebecca         |                                       |
| 2010 | The Invited                 | Michelle        |                                       |

### Televiziune
| An                    | Titlu                                    | Rol               | Note                                                                                      |
| --------------------- | ---------------------------------------- | ----------------- | ----------------------------------------------------------------------------------------- |
| 1990                  | What a Dummy                             | Tracy             | Episodul: "The Substitute"                                                                |
| 1990                  | Out of This World                        | Kimberly          | Episodul: "Evie's High Anxiety"                                                           |
| 1991                  | Sons and Daughters                       | DiDi              | Episodul: "Dating Game"                                                                   |
| 1993                  | Class of '96                             | Patty Horvath     | Rol principal, 17 episoade                                                                |
| 1994                  | Winnetka Road                            | Nicole Manning    | Rol principal, 6 episoade                                                                 |
| 1994                  | Sweet Justice                            | Dedra             | Episodul: "One Good Woman"                                                                |
| 1994–1995             | Party of Five                            | Jill Holbrook     | Rol secundar, 9 episoade                                                                  |
| 1995                  | Naomi & Wynonna: Love Can Build a Bridge | Ashley Judd       | Film TV                                                                                   |
| 1995                  | The Single Guy                           | Monica            | Episodul: "Gift"                                                                          |
| 1996                  | Voice from the Grave                     | Renee Perkins     | Film TV                                                                                   |
| 1996–1997             | Dark Skies                               | Kimberly Sayers   | Rol principal, 18 episoade                                                                |
| 1997–1998             | Melrose Place                            | Connie Rexroth    | Rol secundar, 7 episoade                                                                  |
| 1998                  | Four Corners                             | Kate Wyatt        | Rol principal                                                                             |
| 1998                  | Don't Look Down                          | Carla Engel       | Film TV                                                                                   |
| 1998                  | Fantasy Island                           | Ashley Gable      | Episodul: "Wishboned"                                                                     |
| 1999                  | Jesse                                    | April             | Episodul: "My Casual Friend's Wedding"                                                    |
| 1999                  | Friends                                  | Nancy             | Episodul: "The One Where Rachel Smokes"                                                   |
| 1999–2000             | Sports Night                             | Pixley Robinson   | Episodes: "A Girl Named Pixley", "The Giants Win the Pennant, the Giants Win the Pennant" |
| 2000                  | Rated X                                  | Meredith          | Film TV                                                                                   |
| 2001                  | All Souls                                | N/A               | Episodul: Pilot                                                                           |
| 2002–2003             | Boomtown                                 | Kelly Stevens     | Rol secundar, 8 episoade                                                                  |
| 2003                  | Mr. Ambassador                           | Amy               | Film TV                                                                                   |
| 2003                  | The West Wing                            | Jane              | Episodul: "Guns Not Butter"                                                               |
| 2003                  | CSI: Crime Scene Investigation           | Audrey Hilden     | Episodul: "A Night at the Movies"                                                         |
| 2004                  | Without a Trace                          | Hillary Sterling  | Episodul: "Life Rules"                                                                    |
| 2004                  | Summerland                               | Karen Westerly    | Episodul: Pilot                                                                           |
| 2004                  | Murder Without Conviction                | Christine Bennett | Film TV                                                                                   |
| 2004                  | Kevin Hill                               | Heather Valerio   | Episodul: "House Arrest"                                                                  |
| 2004                  | NCIS                                     | Laura Rowens      | Episodul: "Forced Entry"                                                                  |
| 2004                  | Boston Legal                             | Susan May         | Episodul: "Hired Guns"                                                                    |
| 2005                  | CSI: Miami                               | Jennie Hale       | Episodul: "Vengeance"                                                                     |
| 2005                  | ER                                       | Judy Anderson     | Episodul: "Blame It on the Rain"                                                          |
| 2005                  | 7th Heaven                               | Sally             | Episodul: "Chicken Noodle Heads"                                                          |
| 2005                  | Sleeper Cell                             | Angela Fuller     | 4 episoade                                                                                |
| 2007–2010, 2018, 2020 | General Hospital                         | Kate Howard       | Rol secundar, 365 episoade                                                                |
| 2010                  | Ghost Whisperer                          | Daisy             | Episodul: "Dead Air"                                                                      |
| 2010                  | CSI: Crime Scene Investigation           | Lisa Adams        | Episodul: "Fracked"                                                                       |
| 2011                  | CSI: NY                                  | Annie Cartland    | Episodul: "Vigilante"                                                                     |
| 2018                  | Party Mom                                | Caroline          | Film TV                                                                                   |